# 正仪镇
正仪镇是中国江苏省苏州市昆山市曾经存在的一个镇，西接苏州工业园区的唯亭街道和胜浦街道，2003年时并入邻近的巴城镇（娄江以北部分）和玉山镇（娄江以南部分）。